# Веремій Борис Іванович
Борис Іванович Веремій (нар. 25 грудня 1935 — пом. 6 лютого 2002) — заслужений льотчик-випробувач СРСР (1978), Герой Радянського Союзу (1984), майстер спорту міжнародного класу.

## Життєпис
Народився 25 грудня 1935 року в селищі міського типу Мішеронський Шатурського району Московської області у сім'ї військового (пізніше Героя Радянського Союзу) Івана Веремія. Закінчив десять класів школи і 1-й Московський міський аероклуб.
У 1953 році Веремій був призваний на службу в Радянську Армію. У 1955 році він закінчив авіаційне училище льотчиків в Армавірі, після чого служив у частинах ППО (Бакинський округ ППО). У 1961 році в званні капітана Веремій був звільнений у запас. У 1962 році він закінчив школу льотчиків-випробувачів, після чого перебував на льотно-випробувальній роботі.
У 1962 закінчив Школу льотчиків-випробувачів.
З липня 1962 по червень 1965 — льотчик-випробувач Казанського авіазаводу. Випробував серійні Ту-16, Ту-22 та їх модифікації.
З червня 1965 по 2000 рік — льотчик-випробувач КБ Туполєва. Брав участь у випробуванні літаків Ту-16, Ту-22, Ту-124, Ту-134, Ту-144, Ту-154, а також їх різних модифікацій. 18 грудня 1981 Веремій першим підняв у небо новітній стратегічний бомбардувальник Ту-160, а потім взяв участь у його випробуваннях. У 1983 році встановив 12 авіаційних рекордів швидкості і вантажопідйомності як другий пілот літака Ту-144.
Указом Президії Верховної Ради СРСР від 13 червня 1984 за «мужність і героїзм, проявлені при освоєнні нової військової техніки» льотчик-випробувач Б. І. Веремій був удостоєний високого звання Героя Радянського Союзу з врученням ордена Леніна і медалі «Золота Зірка» за номером 11513.
Встановив 36 світових авіаційних рекорду (з них 12 — другим пілотом): у 1983 — 14 рекордів (другим пілотом) швидкості і вантажопідйомності на літаку Ту-144Д, у 1989 — 22 рекорду висоти, швидкості і вантажопідйомності на літаку Ту-160.
Помер 6 лютого 2002 року, похований на Троєкуровському цвинтарі Москви.

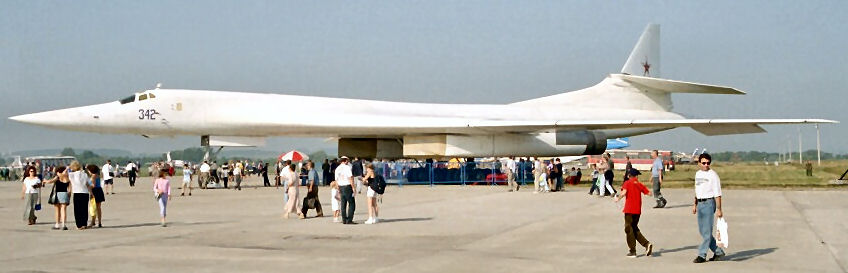
Надзвуковий стратегічний бомбардувальник-ракетоносець Ту-160 «Борис Веремій»

## Пам'ять
У Москві на будинку, в якому він жив, встановлена меморіальна дошка. Його ім'ям названо один з літаків Ту-160.